# 912 до н. е.

## Події
В цьому році в Стародавньому Єгипті триває правління фараона Осоркона I — представника Лівійської династії.
В Юдейському царстві добігає кінця правління царя Ровоама (це передостанній рок його життя).
В Стародавньому Китаї цей рік відповідає добі так званої Західної Чжоу, в цей час над країною володарює Гонг Чжоу.

## Померли
В 912 році до н. е. в Ассирії помер цар Ашшур-дан II, чий трон успадкував його син Ададнерарі II.